# 松浦禎久
松浦 禎久（まつうら よしひさ）は、日本の演出家、ディレクター、元NHK職員。

## 略歴
京都大学在学中、劇団そとばこまちに参加。京都大学卒業後、NHK入局、鳥取放送局にディレクターとして配属、『ひるのプレゼント』、『ＦＭシアター』など、さまざまな番組を担当。その後ドラマ番組部に転勤。テレビドラマ・ラジオドラマを担当。大阪放送局を経た後、ラジオセンターでは、『はつらつスタジオ505』や『きらめき歌謡ライブ』、『試験に出るコント』（第45回ギャラクシー賞ラジオ選奨）など、歌番組・コント番組も演出した。2013年2月プレミアムドラマ『ただいま母さん』（平成25年度文化庁芸術祭参加）を演出した。